# Argenteuil (Manet)
Argenteuil è un dipinto del pittore francese Édouard Manet, realizzato nel 1874 e conservato al Musée des Beaux-Arts di Tournai.

## Descrizione

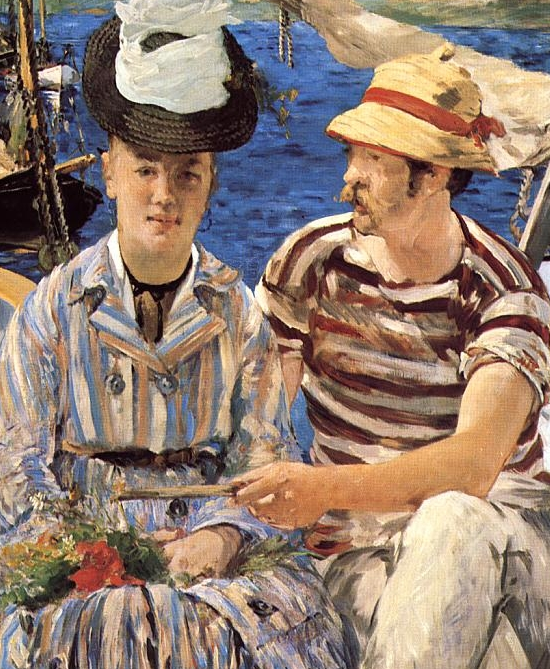
Argenteuil, dettaglio

Argenteuil è una ridente cittadina posta sulla riva destra della Senna, e nell'Ottocento era una meta irrinunciabile di molti gitanti domenicali, oltre che dei pittori impressionisti, come Renoir e Monet. Nell'estate del 1874 vi si recò anche Manet che, giunto nel feudo dei suoi più giovani colleghi, ne subì sensibilmente l'influsso, a tal punto che la sua tavolozza si schiarì definitivamente e i suoi quadri iniziarono a popolarsi di figure en plein air, immerse in una nuova e forte luminosità e in scenari all'aperto e realistici.
Argenteuil è uno degli esempi più elevati della nuova poetica di Manet. L'opera fu esposta al Salon del 1874, dove fu accolta assai freddamente dalla critica ufficiale, galvanizzata dopo l'isolato successo di Le bon bock. In ogni caso, Argenteuil raffigura una coppia seduta sul bordo di un'imbarcazione ancorata sulla riva della Senna: lui è un canottiere (lo si vede dall'abbigliamento) ed è molto spontaneo e familiare verso la propria compagna, che al contrario appare irrigidita, tanto che guarda inespressivamente davanti a sé. La luce chiara del primo pomeriggio estivo inonda la scena, densissima di ombre colorate e di riflessi reciproci. Per rendere le qualità atmosferiche del paesaggio Manet ricorre a pennellate rapide e vibranti, che a tratti assumono persino connotati squisitamente impressionistici, come nel caso della gonna della donna o del mazzo di fiori che tiene pigramente sul grembo. Sbalorditi furono i commenti di Paul Mantz che, discostandosi dal coro di voci indignate della critica ufficiale, ammirò molto l'opera, elogiando soprattutto il blu liquido che tinge le acque della Senna:
(Paul Mantz)